# 大好き!ひとのくに山口
『大好き！ひとのくに山口』（だいすき ひとのくにやまぐち）は、1998年4月5日から2003年3月30日までエフエム山口 (FMY) で放送されていた山口県の広報番組。毎週日曜 18:00 - 18:30（日本標準時）に放送。パーソナリティは、旧厚狭郡山陽町の出身者であるなかはらかぜが務めていた。
番組は、毎回なかはらがゲストにインタビューする模様を放送。ゲストには、山口県を拠点に活動している人物と全国的な知名度を持つ山口県出身者のいずれかを招いていた。
2008年3月末をもって放送を終了した。